# 1999年バレーボール男子アフリカ選手権
1999年バレーボール男子アフリカ選手権（1999 Men's African Nations Championship）は、1999年8月1日から8月9日にかけてエジプトのカイロで開催された、アフリカバレーボール連盟主催の第12回バレーボールアフリカ選手権男子大会。
出場国は6カ国。チュニジアが3大会連続7回目の優勝を飾った。

## 最終結果
| 順位 | 国           |
| ---- | ------------ |
| 1    | チュニジア   |
| 2    | エジプト     |
| 3    | アルジェリア |
| 4    | カメルーン   |
| 5    | モロッコ     |
| 6    | ガーナ       |